# Саад, Педро Антонио
Педро Антонио Саад (19 мая 1909, Гуаякиль — 26 февраля 1982, там же) — эквадорский политик и юрист, деятель коммунистического и рабочего движения Эквадора, депутат парламента, генеральный секретарь Коммунистической партии Эквадора с 1952 по 1980 год.

## Биография
В 1936 году окончил юридический факультет Гуаякильского университета и ещё в студенческие годы примкнул к коммунистическому движению: в 1931 году стал членом Федерации коммунистической молодёжи, в 1932 году вступил в Коммунистическую партию Эквадора, в 1934 году был избран членом её ЦК; был активистом политических протестов студенческой молодёжи и участником различных забастовок. После получения диплома юриста активно сотрудничал с различными эквадорскими и международными рабочими профсоюзами, в 1938 году стал членом Исполкома компартии. В первой половине 1940-х годов неоднократно подвергался тюремным заключением, из-за чего в 1942 году серьёзно заболел и чудом выжил.
В 1944 году был одним из основателей Конфедерации трудящихся Эквадора и до 1946 года исполнял обязанности её первого председателя; в том же 1944 году был избран членом и секретарём Исполкома Конфедерации трудящихся Латинской Америки, занимая эту должность до 1951 года; также в 1944 году был избран сенатором Национального конгресса. В мае 1944 года принял участие в первоначально успешном выступлении народных масс против режима Арройо дель Рио и вошёл в состав Революционного правительства Гуаякиля, но в 1946 году был арестован и отправлен правительством Хосе Мария Веласко Ибарра в ссылку на Галапагосские острова, в которой находился до 1947 года.
Вернувшись на материковый Эквадор, вновь избрался в Национальный конгресс, будучи его депутатом до 1959 года, и в 1952 году возглавил Коммунистическую партию страны. Активно поддерживал революцию на Кубе. В июле 1963 года после запрета компартии был арестован военным правительством, подвергнут пыткам и тюремному заключению сроком на 17 месяцев. В 1972 году поддержал военное правительство Гильермо Родригеса Лары, так как считал, что оно улучшит положение народных масс. В 1968 году создал Народно-демократический союз, в 1978 году — организацию FADI, от которой в июле того же года баллотировался в парламент. В 1980 году ушёл с поста генсека компартии Эквадора, умер спустя два года от осложнений после операции на толстой кишке.